# Курсовказівник

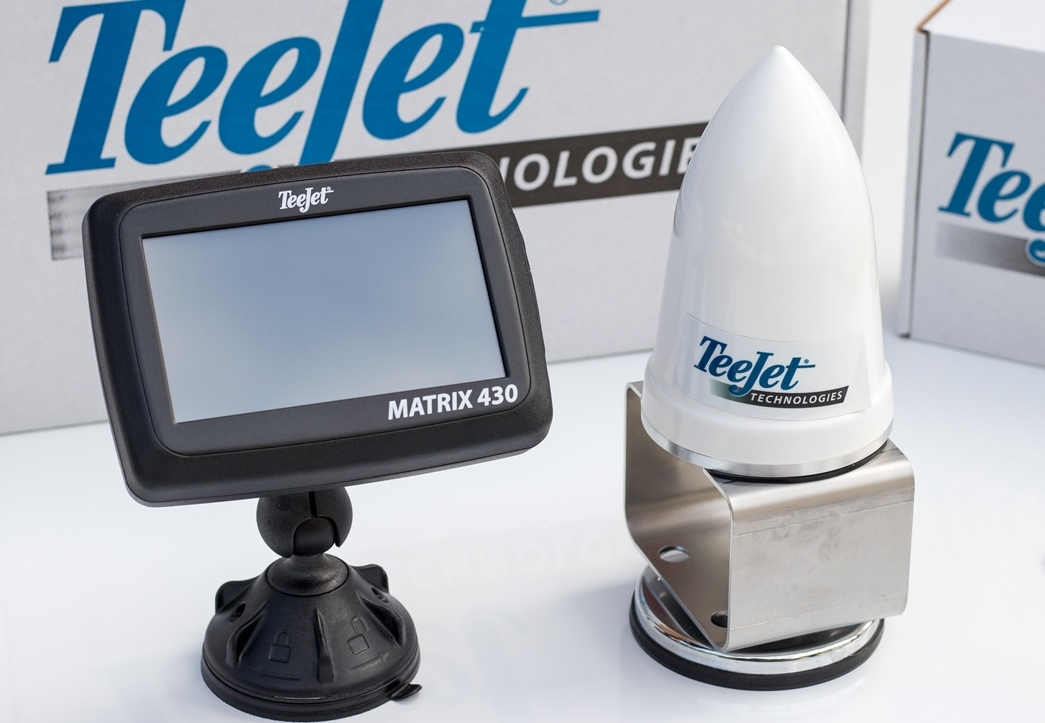
Matrix 430 GNSS Guidance System for agriculture (точність до 10 см)

Курсовказівник (агронавігатор, система паралельного водіння) — пристрій, що використовується в управлінні сільгосптехнікою в полі по заданій траєкторії, яка визначається за допомогою прийому сигналів від супутникових систем навігації (GNSS). Вважається, що встановлення системи паралельного водіння є першим етапом впровадження точного землеробства в господарстві.

## Значення приладу
- мінімізація пропусків та перекриттів при внесенні добрив та засобів захисту рослин;
- мінімізація пересівів та просівів;
- полегшує роботу механізатору.

## Характеристики
- точність роботи — варіюється в межах від 15 см до 1 м і залежить від можливостей приймача: кількості каналів, частоти передачі даних, а також, від наявності в операційній системі математичних алгоритмів, що покращують точність, наприклад, Glide, e-Dif тощо;
- стабільність роботи — залежить від кількості супутників, сигнали від яких він може одночасно приймати і від якої кількості систем GNSS;
- захищеність — від пилу та води IP — міжнародний знак захисту, максимальний захист — IP68), від ударів, вібрацій тощо;
- простота — зрозумілість та легкість операційної системи;
- додатковий функціонал — можливість підключення додаткових систем: автопілот, автоматичний контроль секцій, диференційне внесення добрив, моніторинг висіву, контроль висіву, передача даних.

## Додатки для агронавігації
На сьогоднішній день існують як платні, так і безкоштовні додатки для агронавігації. Зарубіжні бренди використовують власне фірмове програмне забезпечення, але паралельно активно розвиваються  під систему Android. Ці додатки активно використовують дрібні виробники систем агронавігації, як вітчизняні, так й іноземні.

## Ситуація в Україні
У зв'язку із консервативними поглядами на ведення сільського господарства, більшість малих фермерів (до 100—150 га) свідомо не дійшли до новітніх технологій, тому такі підприємства зазвичай не використовують системи паралельного водіння. В той час як великі холдинги впроваджують передові технології й ефективно використовують свої ресурси.
З іншого боку, з точки зору продуктів агронавігації, ринок України достатньо заповнений різним обладнанням як іноземних виробників, так і вітчизняних. Багато продавців даної продукції вводять в оману пересічного фермера, через низький знань останнього в курсовказівниках. Нерідко відбувається таке, що фермер купує дешеву систему, через те, що по опису вона не відрізняється від хорошої, а потім розчаровується тому, що зазначена якість і точність не відповідають реаліям.
Найвідоміші іноземні бренди: Leica, Trimble, Claas, Topcon, Raven, Teejet, John Deere.
Найвідоміші українські бренди: NavJet, ASN-Agro.